# Scolecoccoidea costaricensis
Scolecoccoidea costaricensis är en svampart som beskrevs av F. Stevens 1927. Scolecoccoidea costaricensis ingår i släktet Scolecoccoidea och familjen Phyllachoraceae.   Inga underarter finns listade i Catalogue of Life.